# حميط أذيني
حميط أذيني (الاسم العلمي:Tragia stipularis) هو نوع من النباتات يتبع جنس الحميط من الفصيلة الفربيونية.